# Тавагалава
Тавагалава (Талакалава) (XIII ст. до н. е.) — володар держави Аххіява. Можливо мав ахейське ім'я Етевоклев (Етеокл).

## Життєпис
Основні відомості про нього містяться в хетському джерелі — «Листа до Тавагалави», з якого випливає, що тавагалава був братом царя Аххіяви та якимось родичем Атпи з Аххіяви. Втім сучасні дослідники вважають його співцарем або правителем якоїсь області Аххіяви. В рамках теорії про Мікенську імперією міг був правителем малоазійської частини Аххіяви. Можливо також прибув з Балкан, де був обрани царем-жерцем.
До тепер точаться суперечки щодо діяльності тавагалави: за однією версією він вдерся до Лукки на запрошення місцевої знаті, якій загрожував Піяма-Раду, цар Вілуси; за іншою версією зайняв лукку, яка перебувала під зверхністю хетського царства, а потім спільно з Піяма-Раду діяв проти хетів.
В подальшому став одноосібним царем Аххіяви. Можливо саме Тавагалава близько 1240 року до н. е. почав нову війну проти хетського царя Тудхалії IV. Аххіяву підтримав Аланталлі, цар Міри. Проте зрештою союзники зазнали поразок від хетського війська, наслідком чого став занепад Аххіяви й страта статусу «великої держави».